# Albert Shanker
Albert Shanker (14 de septiembre de 1928 - 22 de febrero de 1997) fue presidente de dos sindicatos de maestros principales en los Estados Unidos, el United Federation of Teachers de 1964 a 1985, y el American Federation of Teachers de 1974 a 1997.

## Biografía
Shanker nació en el Lower East Side de Manhattan de una familia ruso-judía. Tanto su padre como su madre eran miembros de sindicatos y estaban muy a favor de los sindicatos, el socialismo, y el New Deal. 
En 1946, Shanker se graduó del Stuyvesant High School, y se matriculó en la Universidad de Illinois en Urbana-Champaign. En 1949, se graduó y entró en la Universidad de Columbia. Para ganar dinero mientras redactaba su tesis, Shanker se hizo maestro sustituto en una escuela pública en el Upper West Side.
Shanker enseñó la matemática en una escuela de East Harlem de 1952 a 1959. Empezó su carrera sindicalista en 1959 como un organizador del Teacher's Guild, un afiliado del sindicato American Federation of Teachers que John Dewey estableció en 1917. Eventualmente, el Teacher's Guild se unió con el High School Teacher's Association de Nueva York para formar el United Federation of Teachers (UFT) en 1960. Durante la década de 1960, Shanker recibió fama y crítica nacional por su liderazgo agresivo y negociación de aumentos salariales para los maestros de Nueva York. Salió de su trabajo como maestro para convertirse en un organizador sindicalista a tiempo completo. En 1964, Shanker fue nombrado presidente del UFT y sería su presidente por 21 años. En 1967 y 1968, Shanker cumplió condenas por guiar huelgas de maestros ilegales. La Huelga de maestros de Nueva York de 1968 cerró casi todas las escuelas de Nueva York por 36 días.
Shanker es probablemente más conocido por su oposición a los líderes del consejo escolar de Ocean Hill-Brownsville, la que desencadenó las huelgas de maestros de 1968 cuando maestros blancos fueron despedidos del distrito por el nuevo administrador negro.
Shanker también escribió más de 1.300 columnas en The New York Times y ensayos en otras publicaciones. Su columna en el Times intentó aclarar la posición de su sindicato sobre varios asuntos.
En 1974, Shanker fue elegido presidente del American Federation of Teachers, ahora el sindicato de maestros segundo más grande de los Estados Unidos, y fue reelegido hasta su muerte.
En 1975, tras una huelga de cinco días por el UFT, Shanker supuestamente salvó la ciudad de Nueva York de la bancarrota después de pedir que el Sistema de Jubilación de Maestros invirtiera 150 millones de dólares en bonos municipales.
En 1988, Shanker fue el primero en proponer las escuelas charter en los Estados Unidos, después de ver el sistema escolar de Alemania. Sin embargo, Shanker perdió su confianza en escuelas charter cuando se dio cuenta de que las corporaciones consideraban la idea como una oportunidad de hacer negocio.
Durante la década de 1980, Shanker sirvió como profesor visitante en Hunter College y la Universidad de Harvard. Continuó trabajando como organizador e intentó unir el AFT con el National Education Association, el sindicato de maestros más grande de los Estados Unidos.
Shanker murió de cáncer de vejiga, y recibió póstumamente la Medalla Presidencial de la Libertad en 1998.